# 宮城聰
宮城 聰（みやぎ さとし、1959年2月9日 - ）は、日本の演出家。
ク・ナウカ シアターカンパニー代表、SPAC-静岡県舞台芸術センター芸術総監督。舞台芸術財団演劇人会議評議員、前BeSeTo演劇祭国際委員会日本代表委員。APAFアジア舞台芸術祭（現アジア舞台芸術人材育成部門）プロデューサー（2006～2017年）。東京芸術祭総合ディレクター（2018年～）。
2004年第3回朝日舞台芸術賞受賞。2005年第2回アサヒビール芸術賞受賞。2018年平成29年度芸術選奨文部科学大臣賞受賞。2019年フランス芸術文化勲章シュヴァリエ受章。2023年第50回国際交流基金賞受賞。

## 略歴
- 東京都千代田区出身[1]。
- 1977年 東京教育大学附属駒場高等学校卒業
- 1978年 東京大学に入学。
- 1980年 学内で劇団「冥風」を結成。独自の俳優訓練法を開発。のち「冥風過劇団」と改名。
- 1986年 『こんどの土日は～迷宮生活』（原作:小林恭二）でソロ・パフォーマンス「ミヤギサトシショー」を開始。
- 1987年 東京大学文学部美学芸術学専修課程中退。
- 1990年 「ク・ナウカ」を旗揚げ。
- 2006年 フランスのケ・ブランリー美術館クロード・レヴィ＝ストロース劇場のこけら落としとして『マハーバーラタ～ナラ王の冒険～』を上演[2]。
- 2007年
  - 2月 『奥州安達原』の公演をもってク・ナウカでの演出活動を休止。
  - 4月 SPAC-静岡県舞台芸術センターの芸術総監督に就任。
  - 11月 SPACでの初演出作品『巨匠』（木下順二作）を発表。
- 2008年
  - 5月 SPACで『夜叉ヶ池』（泉鏡花作）を発表。
  - 11月 SPACで『ハムレット』（シェイクスピア作）を発表。
- 2009年6月 SPACで『ふたりの女 〜唐版･葵上〜』（唐十郎作）を発表。
- 2010年
  - 3月 SPACで『ペール・ギュント』（ヘンリック・イプセン作）を発表。
  - 6月 SPACで『若き俳優への手紙』（オリヴィエ・ピィ作）を発表。
- 2014年7月 SPACを率い、フランス アヴィニョン演劇祭 ブルボン石切場会場で『マハーバーラタ～ナラ王の冒険～』を上演。
- 2016年9月 奈良 平城宮跡で『マハーバーラタ～ナラ王の冒険～』を上演。
- 2017年
  - 7月 SPACを率い、アヴィニョン演劇祭におけるアジアの劇団として初の法王庁中庭でのオープニング公演で『アンティゴネ』を上演。
  - 10月 歌舞伎座で新作歌舞伎『極付印度伝 マハーバーラタ戦記』を発表。
  - 11月 日生劇場でオペラ『ルサルカ』を発表。第72回文化庁芸術祭賞優秀賞を受賞。
- 2018年
  - 3月 『アンティゴネ』ほかで芸術選奨文部科学大臣賞を受賞。
  - 9月 フランス・コリーヌ国立劇場からの委嘱により、同劇場で『顕れ (Révélation)』（レオノーラ・ミアノ原作）を発表。
- 2019年4月 フランス芸術文化勲章シュヴァリエを受章。
- 2023年7月 国際交流基金賞を受賞。

## 人物
中学時代に3学年上に在籍していた野田秀樹の校内公演に多大な影響を受け、演劇を志す。大学在学中には、小田島雄志・渡辺守章・日高八郎から演劇論を学び、独自の俳優訓練法を開発。
1990年に「ク・ナウカ」を旗揚げ以降は、主演女優の美加理など台詞を言わず役の動きに専念する俳優（ムーバー）と、その脇に座り台詞の発声に専念する俳優（スピーカー）に分かれるという、人形浄瑠璃のような手法を追求した。この「言/動分離」の手法と、出演俳優による打楽器演奏を織り交ぜた精緻な演出によって、シェイクスピア『ハムレット』や、三島由紀夫『熱帯樹』、泉鏡花『天守物語』、ギリシア悲劇『王女メデイア』など、様々な戯曲で代表作を生み出す。
2007年に「SPAC-静岡県舞台芸術センター」芸術総監督就任後は、自身の演出において言/動分離システムを深化させつつも、それにこだわらない幅広い演出手法を発揮し、シェイクスピアを始めとした古典戯曲から、ソポクレス『アンティゴネ』といったギリシア悲劇、さらには『マハーバーラタ』など様々な文化圏の神話までを題材にした幻想的な舞台を数多く生み出し、国内外より高く評価されている。また、SPACにおいては若手演出家の登用や、演劇によるアウトリーチ活動・教育普及活動についても積極的に推進している。

## 出演

### 舞台

#### ミヤギサトシショー
- こんどの土日は～迷宮生活（1986）
- 小説伝（1988、パルテノン多摩 小ホール）- パルテノン多摩フェスティバル最優秀賞
- 菊燈台（1988、バウスシアター）
- フォーラム（1988、シードホール）
- 純愛伝（1988、シードホール）
- P2SC（1988、シードホール）
- ノーライフキング（1989、パルコスペースPart3）
- 香水（1990、青山円形劇場）
- ホーキング博士のブラックホール（1992、東京パーン／演出 麿赤兒）
- 蟹は横に歩く（1993、パルテノン多摩 小ホール／演出 平田オリザ）
- 楽劇・花妖伝（1993、ＳＴスポット）
- 炎、あるいはマイケル・ナイマンは何故この舞台の音楽を依頼されなかったのか（1995、東長寺地下P3／演出 宮城聰＆北村明子）

#### ク・ナウカ
- サロメ（1992、ベニサンピット）
- 山の巨人たち（2005、ザ・スズナリ／演出 宮城聰＆深沢襟）

#### SPAC
- 巨匠（2007、静岡芸術劇場）

### 映画
- 119（1994年11月5日）
- オイディプス王／ク・ナウカ（2000年）
- 連弾（2001年3月31日）
- 甲野善紀身体操作術（2006年12月23日）
- 幕が上がる (2015年2月28日、ティ・ジョイ) - 演出家 役

### ラジオ
- 宮城聰の頭のなか[3]（K-mix、2011年7月2日-・土曜19:00-19:30）

## 関連人物
- 鈴木忠志 - スズキ・メソッドから大きな影響を受け、ク・ナウカの俳優訓練として導入。共同演出の経験もある。
- 平田オリザ - 同世代の前衛演出家として交流が深い。
- 麿赤児 - ク・ナウカの「熱帯樹」に客演。宮城は麿のファンであり、ク・ナウカの事務所にピンナップが貼られていた。
- 和栗由紀夫 - 舞踏家。前妻が劇団「冥風」の主演女優だったため、交流がある。「サロメ」の初演版に客演。
- 美加理 - ク・ナウカの看板女優。